# 橋爪清人
橋爪 清人（はしづめ きよと、1899年（明治32年）6月10日 - 1966年（昭和41年）4月11日）は、日本の内務・警察官僚。最後の官選鹿児島県知事。

## 経歴
福岡県出身。第三高等学校を卒業。1924年、東京帝国大学法学部を卒業。1925年11月、高等試験行政科試験に合格。内務省に入省し、1926年、栃木県属となる。
1928年、群馬県警察部保安課長に就任。以後、静岡県警察部警務課長、長野県警察部工場課長、静岡県警察部特別高等課長、福岡県警察部特別高等課長、台湾総督府警務局保安課長、奈良県書記官・警察部長、茨城県書記官・警察部長、新潟県書記官・学務部長、高知県内政部長、熊本県内政部長、長野県内政部長などを歴任。
1947年3月、前任の重成格が知事選に出馬のため辞任したことに伴い鹿児島県知事に発令された。知事選挙を執行して同年4月に退任。その後、熊本市助役、熊本県副知事などを歴任し、熊本県人事委員長在任中に死去した。